# Leonardo Gomes
Leonardo Gomes da Conceiçao Silva, meglio noto come Léo Gomes (Araguaína, 30 giugno 1996), è un calciatore brasiliano, difensore svincolato.

## Caratteristiche tecniche
È un terzino destro.

## Carriera

### Club
Cresciuto nelle giovanili del Vila Nova, ha esordito il 2 giugno 2013 in un match vinto 3-1 contro il Grêmio Barueri.

## Statistiche

### Presenze e reti nei club
Statistiche aggiornate al 21 novembre 2017.
| Stagione           | Squadra            | Campionato         | Campionato | Campionato | Coppe nazionali | Coppe nazionali | Coppe nazionali | Coppe continentali | Coppe continentali | Coppe continentali | Altre coppe | Altre coppe | Altre coppe | Totale | Totale | Totale |
| Stagione           | Squadra            | Comp               | Pres       | Reti       | Comp            | Pres            | Reti            | Comp               | Pres               | Reti               | Comp        | Pres        | Reti        | Pres   | Reti   |        |
| ------------------ | ------------------ | ------------------ | ---------- | ---------- | --------------- | --------------- | --------------- | ------------------ | ------------------ | ------------------ | ----------- | ----------- | ----------- | ------ | ------ | ------ |
| 2013               | Vila Nova          | C+GOI              | 3+0        | 0          | CB              | 0               | 0               |                    | -                  | -                  |             | -           | -           | 3      | 0      |        |
| 2014               | Vila Nova          | B+GOI              | 22+6       | 2+1        | CB              | 0               | 0               |                    | -                  | -                  |             | -           | -           | 28     | 3      |        |
| Totale Vila Nova   | Totale Vila Nova   | Totale Vila Nova   | 31         | 3          |                 | 0               | 0               |                    | -                  | -                  |             | -           | -           | 31     | 3      |        |
| 2015               | Boa Esporte        | B+MIN              | 17+9       | 1+1        | CB              | 2               | 0               |                    | -                  | -                  |             | -           | -           | 28     | 2      |        |
| 2016               | Boa Esporte        | C+MIN              | 21+11      | 0+1        | CB              | 0               | 0               |                    | -                  | -                  |             | -           | -           | 32     | 1      |        |
| Totale Boa Esporte | Totale Boa Esporte | Totale Boa Esporte | 58         | 3          |                 | 2               | 0               |                    | -                  | -                  |             | -           | -           | 60     | 3      |        |
| 2017               | Grêmio             | A+GAU              | 9+3        | 0          | CB              | 1               | 0               | CL                 | 2                  | 0                  | PL          | 2           | 0           | 17     | 0      |        |
| Totale carriera    | Totale carriera    | Totale carriera    | 101        | 6          |                 | 3               | 0               |                    | 2                  | 0                  |             | 2           | 0           | 108    | 6      |        |

## Palmarès
- Campeonato Brasileiro Série C

Boa Esporte: 2016
- Coppa Libertadores: 1

Grêmio: 2017